# Римини (футбольный клуб)
«Римини» (итал. Associazione Calcio Rimini 1912) — итальянский футбольный клуб из города Римини, выступающий в Серии D. Основан в 1912 году. Домашние матчи проводит на стадионе «Ромео Нери», вмещающем 9768 зрителей. Наивысшим достижением клуба в Серии B стало 5-е место в сезоне 2006/07.

## Достижения
Серия C
- Победитель (2): 1975/76, 2004/05

## Известные игроки
- Филиппо Берарди
- Маттео Бриги
- Герман Попков
- Серджо Флоккари
- Самир Ханданович
- Жеда
- Алессандро Матри
- Кристиано Дони
- Златан Муслимович
- Игор Протти
- Фернандо Де Наполи
- Томас Манфредини
- Хулио Либонатти
- Сорин Параскив
- Дигао

## Известные тренеры
- Эленио Эррера
- Арриго Сакки